# Red & White (мини-альбом)
| Оценки критиков | Оценки критиков |
| Источник        | Оценка          |
| --------------- | --------------- |
| Allmusic        | [ 1 ]           |

Red & White — третий мини-альбом американского рэпера Lil Uzi Vert. Он был выпущен 22 июля 2022 года. Это первый сольный релиз исполнителя с марта 2020 года, когда он выпустил Eternal Atake. Мини-альбом является прелюдием к третьему студийному альбому Pink Tape.
Lil Uzi Vert анонсировал Red & White 12 июля 2022 года.

## Синглы
Первый сингл «Space Cadet» был выпущен на SoundCloud 16 июля 2022 года. «I Know» вышел два дня спустя в качестве второго сингла. На следующий день состоялся выпуск трека «Flex Up».
Последним синглом стал «Hittin My Shoulder», вышедший 20 июля 2022 года.
В течение первых нескольких часов 22 июля 2022 года на SoundCloud Lil Uzi Vert выпустил ещё пять треков. Через несколько часов мини-альбом был выпущен на всех стриминговых сервисах, в нём не было четырёх синглов и была включена новая песня «Cigarette».
25 июля 2022 года «Cigarette» была добавлена в версию на SoundCloud. На следующий день четыре сингла были добавлены в стриминговую версию мини-альбома.

## Список композиций
| №                   | Название             | Автор(ы)                                       | Продюсер(ы)                         | Длительность |
| ------------------- | -------------------- | ---------------------------------------------- | ----------------------------------- | ------------ |
| 1.                  | «Space Cadet»        | Symere Woods Brandon Veal Bally ShaunGoBrazy   | Brandon Finessin Bally ShaunGoBrazy | 2:46         |
| 2.                  | «I Know»             | Woods Sonny Corey Uwaezuoke                    | Sonny Digital                       | 3:06         |
| 3.                  | «Flex Up»            | Woods Jamaal Talib Henry                       | Maaly Raw                           | 2:47         |
| 4.                  | «Hittin My Shoulder» | Woods David Maximillian Cunningham             | Dun Deal                            | 2:26         |
| 5.                  | «Cigarette»          | Woods Anthony Lorenzo Holmes Jr. Donald Cannon | Hitkidd Don Cannon                  | 3:02         |
| 6.                  | «For Fun»            | Woods BeatByJeff                               | BeatByJeff                          | 3:08         |
| 7.                  | «Believe Me»         | Woods Henry                                    | Maaly Raw                           | 2:38         |
| 8.                  | «Issa Hit»           | Woods Jordan Ortiz Veal                        | Oogie Mane Brandon Finessin         | 4:03         |
| 9.                  | «Glock in My Purse»  | Woods Dijon Isaiah McFarlane                   | DJ Mustard                          | 3:44         |
| 10.                 | «Final Fantasy»      | Woods Veal 1Esko                               | Brandon Finessin 1Esko              | 3:10         |
| Общая длительность: | Общая длительность:  | Общая длительность:                            | Общая длительность:                 | 30:59        |

| №                   | Название             | Автор(ы)                                       | Продюсер(ы)                         | Длительность |
| ------------------- | -------------------- | ---------------------------------------------- | ----------------------------------- | ------------ |
| 1.                  | «Space Cadet»        | Symere Woods Brandon Veal Bally ShaunGoBrazy   | Brandon Finessin Bally ShaunGoBrazy | 2:46         |
| 2.                  | «Flex Up»            | Woods Jamaal Talib Henry                       | Maaly Raw                           | 2:47         |
| 3.                  | «Glock in My Purse»  | Woods Dijon Isaiah McFarlane                   | DJ Mustard                          | 3:44         |
| 4.                  | «Cigarette»          | Woods Anthony Lorenzo Holmes Jr. Donald Cannon | Hitkidd Don Cannon                  | 3:02         |
| 5.                  | «I Know»             | Woods Sonny Corey Uwaezuoke                    | Sonny Digital                       | 3:06         |
| 6.                  | «Hittin My Shoulder» | Woods David Maximillian Cunningham             | Dun Deal                            | 2:26         |
| 7.                  | «Issa Hit»           | Woods Jordan Ortiz Veal                        | Oogie Mane Brandon Finessin         | 4:03         |
| 8.                  | «For Fun»            | Woods BeatByJeff                               | BeatByJeff                          | 3:08         |
| 9.                  | «F.F.»               | Woods Veal 1Esko                               | Brandon Finessin 1Esko              | 3:10         |
| Общая длительность: | Общая длительность:  | Общая длительность:                            | Общая длительность:                 | 28:21        |

Примечания
- «F.F.» акроним от «Final Fantasy»
- «Final Fantasy» содержит сэмпл «Blinded by Light» (из Final Fantasy XIII), исполненный Масаси Хамаудзу

## Чарты
| Чарт (2022)                            | Высшая позиция |
| -------------------------------------- | -------------- |
| Канада (Canadian Albums Chart)         | 55             |
| США (Billboard 200)                    | 23             |
| США (Billboard Top R&B/Hip-Hop Albums) | 13             |